# Agrypon tamahonum
Agrypon tamahonum är en stekelart som beskrevs av Tohru Uchida 1928. Agrypon tamahonum ingår i släktet Agrypon och familjen brokparasitsteklar. Inga underarter finns listade i Catalogue of Life.